# Jorge Soto (peruwiański piłkarz)
Jorge Antonio Soto Goméz (ur. 27 października 1971 w Limie) – peruwiański piłkarz występujący na pozycji pomocnika.

## Kariera klubowa
Soto karierę rozpoczynał w 1990 roku w zespole Deportivo Municipal. Grał tam przez 3 sezony, a potem odszedł do Sportingu Cristal. Występował tam w latach 1993-1999. W tym czasie wywalczył z zespołem 3 mistrzostwa Peru (1994, 1995, 1996), 2 wicemistrzostwa Peru (1997, 1998), a także wystąpił z nim w finale Copa Libertadores w 1997 roku.
W 1999 roku Soto przeszedł do argentyńskiego klubu Lanús. Spędził tam pół roku, a potem przeniósł się do brazylijskiego CR Flamengo. W jego barwach nie rozegrał jednak żadnego spotkania. W 2000 roku powrócił do Sportingu Cristal Lima. W tym samym roku wywalczył z nim wicemistrzostwo Peru, a w 2002 roku mistrzostwo.
W 2003 roku Soto odszedł do meksykańskiego San Luis FC. Na początku 2004 roku ponownie został jednak graczem Sportingu Cristal. W tym samym wywalczył z nim wicemistrzostwo Peru, a w rok później także mistrzostwo tego kraju. Po sezonie 2008, podczas którego reprezentował barwy zespołów Alianza Lima oraz FBC Melgar, zakończył karierę.

## Kariera reprezentacyjna
W reprezentacji Peru Soto zadebiutował w 1992 roku. W 1993 roku po raz pierwszy wziął udział w Copa América, zakończonym przez Peru na ćwierćfinale. W 1995 roku, podczas drugiego występu na Copa América wraz z kadrą odpadł z turnieju po fazie grupowej.
W 1999 roku Soto po raz trzeci został powołany do kadry na Copa América. Zagrał na nim w meczach fazy grupowej z Japonią (3:2, gol), Boliwią (1:0), Paragwajem (0:1), a także w ćwierćfinale z Meksykiem (3:3, 2:4 w rzutach karnych).
W 2000 roku Soto był uczestnikiem Złotego Pucharu CONCACAF, zakończonego przez Peru na półfinale. Wystąpił na nim w spotkaniach z Haiti (1:1), USA (0:1), Hondurasem (5:3, gol) oraz Kolumbią (1:2).
W 2001 roku Soto po raz czwarty znalazł się w drużynie na Copa América. Na tamtym turnieju, który Peru zakończyło na ćwierćfinale, zaliczył 4 pojedynki: z Paragwajem (3:3), Brazylia (0:2), Meksykiem (1:0) i Kolumbią (0:3).
W 2004 roku Soto po raz ostatni wziął udział w Copa América. Zagrał na nim w meczach z Boliwią (2:2), Wenezuelą (3:1), Kolumbią (2:2) i Argentyną (0:1), a Peru odpadło z rozgrywek w ćwierćfinale.
W latach 1992–2005 w drużynie narodowej Soto rozegrał łącznie 101 spotkań i zdobył 9 bramek.